# Какаду рожевий
Какаду рожевий (Eolophus roseicapilla, син. Eolophus roseicapillus, Kakatoe roseicapillus) — вид папугоподібних птахів родини какадових (Cacatuidae). Єдиний вид роду.

## Зовнішній вигляд
Довжина тіла 37 см, хвоста 17 см, крила 27 см, вага близько 300—400 г. Верхня частина голови світло-рожевого кольору. Спина світло-сіра; вуздечка, щоки, шия, груди та черево лілово-червоні. Чубчик зовні білуватий, всередині рожево-червонуватий. Стернові пера і махові пера бурого кольору. Навколоочне кільце рубіново-червоне. Дзьоб сірувато-білий. Лапи темно-сірі. Забарвлення у самців та самок однакове. У самок райдужка світло-оранжева, у самців темно-коричнева.

## Поширення
Ендемік Австралії, поширений в штатах Квінсленд, Новий Південний Уельс і на сході штату Вікторія.

## Спосіб життя
Спочатку населяли лісисті місцевості та луки в напівсухих зонах, на сьогодні — всі відкриті зони країни, савани, включаючи оброблювані місцевості та гори, напіваридні зони, рівнини, луки та відкриті галявини, поля, посіви, міста, парки та території для гольфу. Рідше зустрічається в лісах. Тримаються дрібними (до 20 особин) або великими (200—1000 особин) зграями. Ведуть осілий спосіб життя. Велику частину дня проводять у кроні дерев, обгризаючи при цьому кору і листя. Після вечірнього водопою розбиваються на пари та відлітають до постійного місця ночівлі. Люблять купатися. Під час дощу висять вниз головою з розкритими крилами. Птахи, що живуть у посушливих районах (північ Австралії), в період посухи кочують. По землі ходять повільно. Літають швидко, до 70 км/г. Живляться насінням трав, зерном (особливо пшеницею та вівсом), соняшником, геранню (пеларгонії), каперсами, фруктами і ягодами (пасифлораи, манго, динного дерева, папаями), горішками (горіхи пандана і шишки казуарини), корінням, паростками, трав'янистими рослинами, квітами, бруньками, комахами та їх личинками. Дуже люблять Emex australis. Живляться рано вранці та ввечері, в основному на землі, збиваючись при цьому у великі зграї. Під час прийому їжі виставляють вартового.

## Розмноження
Гнізда знаходяться високо в дуплах каучуконосів. Віддають перевагу дуплам, розташованим на висоті 420 м. Кора навколо входу в них очищена до деревини, а всередині завжди вистелено листям евкаліпта. В кладці від 2 до 5 білих яєць, які насиджують обидва партнери, вночі — тільки самка. Пташенята вилуплюються через місяць, приблизно ще через місяць вони вилітають з гнізда.
Коли пташенята залишають гніздо, вони збираються в «дитячі сади», що налічують до 100 молодих птахів. Впізнають батьків по голосу і завжди повертаються до рідного гнізда за їжею. Пізніше сім'ї об'єднуються в зграї до 1000 птахів.

## Загрози і охорона
Через спустошливі нальоти на поля сільськогосподарських культур люди зарахували цих какаду до шкідливих птахів і знищують їх у великих кількостях всіма доступними способами, включаючи відстріл з рушниць і обприскування невеликих полів отрутою. Багато рожевих какаду гине на автострадах під колесами машин і при зіткненні з ними.
Назва «Galah», в перекладі з діалекту означає клоун, дурень.

## Утримання
Миролюбні птиці, швидко звикають до людини та до домашнього утримання. Їх випускають політати на волі. Далеко від будинку вони не відлітають і завжди повертаються. Здатність їх до відтворення мови обмежена. Тривалість життя в неволі понад 50 років. Вперше в Європу їх завезли в 1843 році.

## Класифікація
Вид охоплює 3 підвиди:
- Eolophus roseicapilla albiceps Schodde, 1989
- Eolophus roseicapilla kuhli (Mathews, 1912)
- Eolophus oseicapilla roseicapilla (Vieillot, 1817)

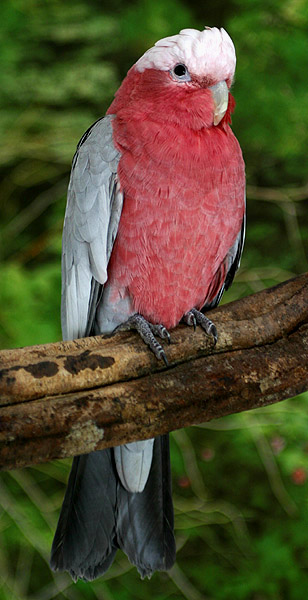
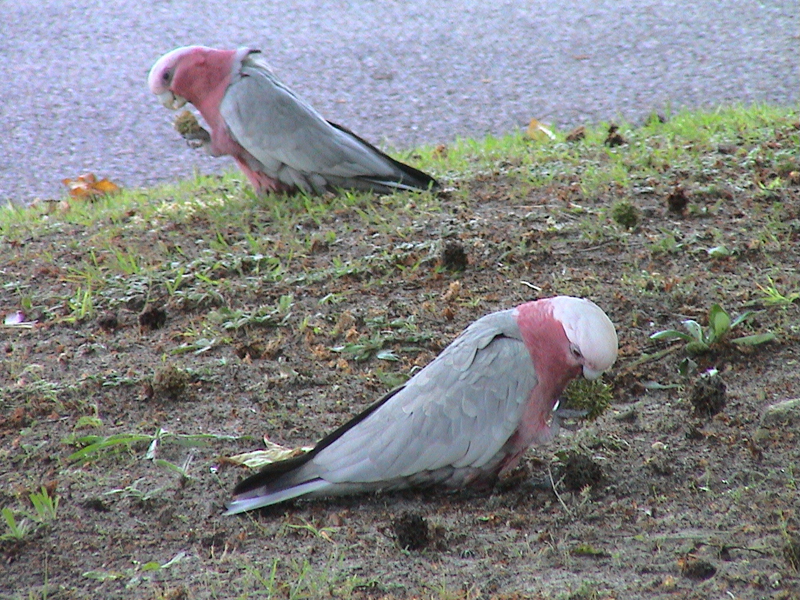
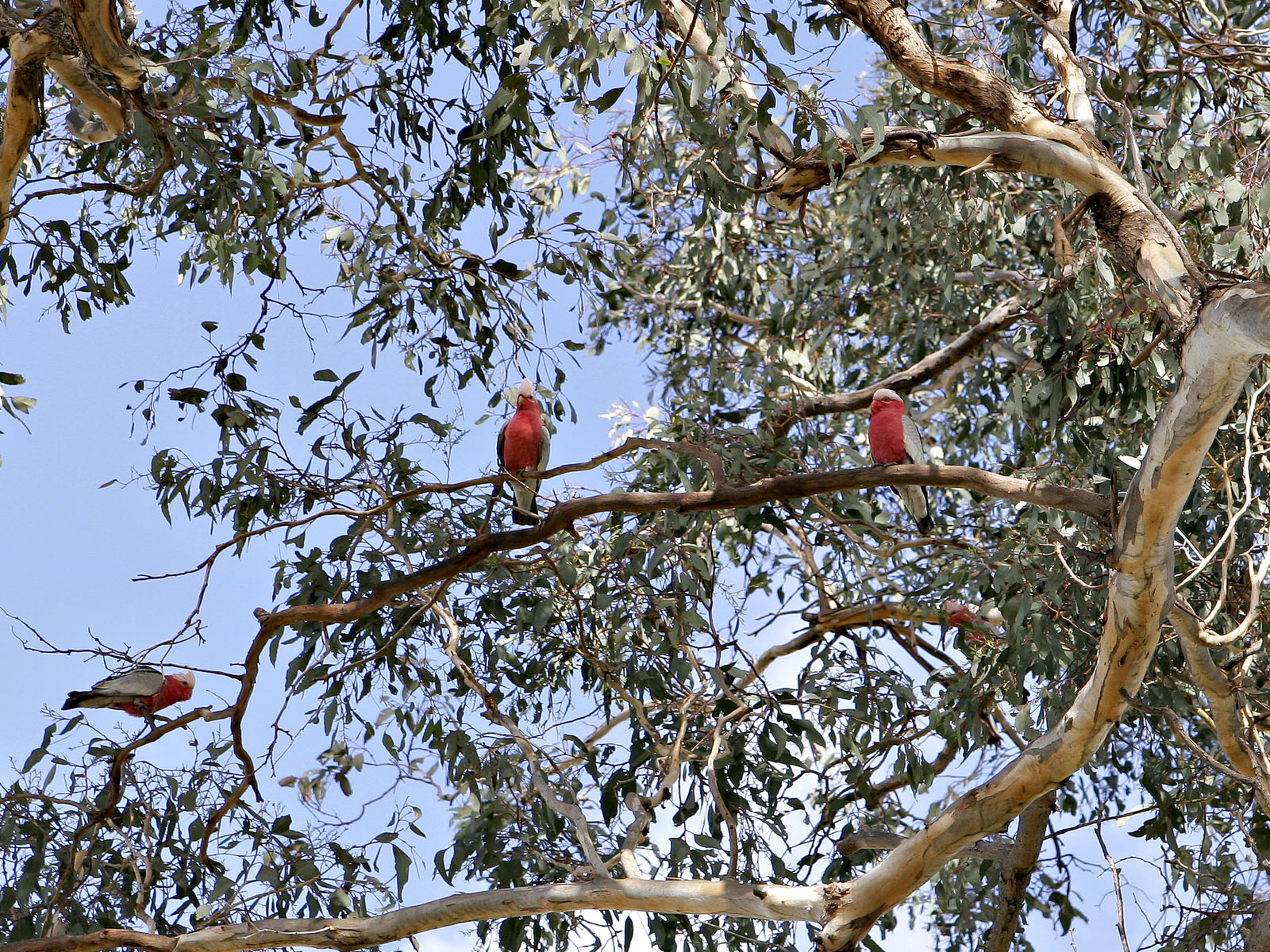
Рожеві какаду на евкаліпті
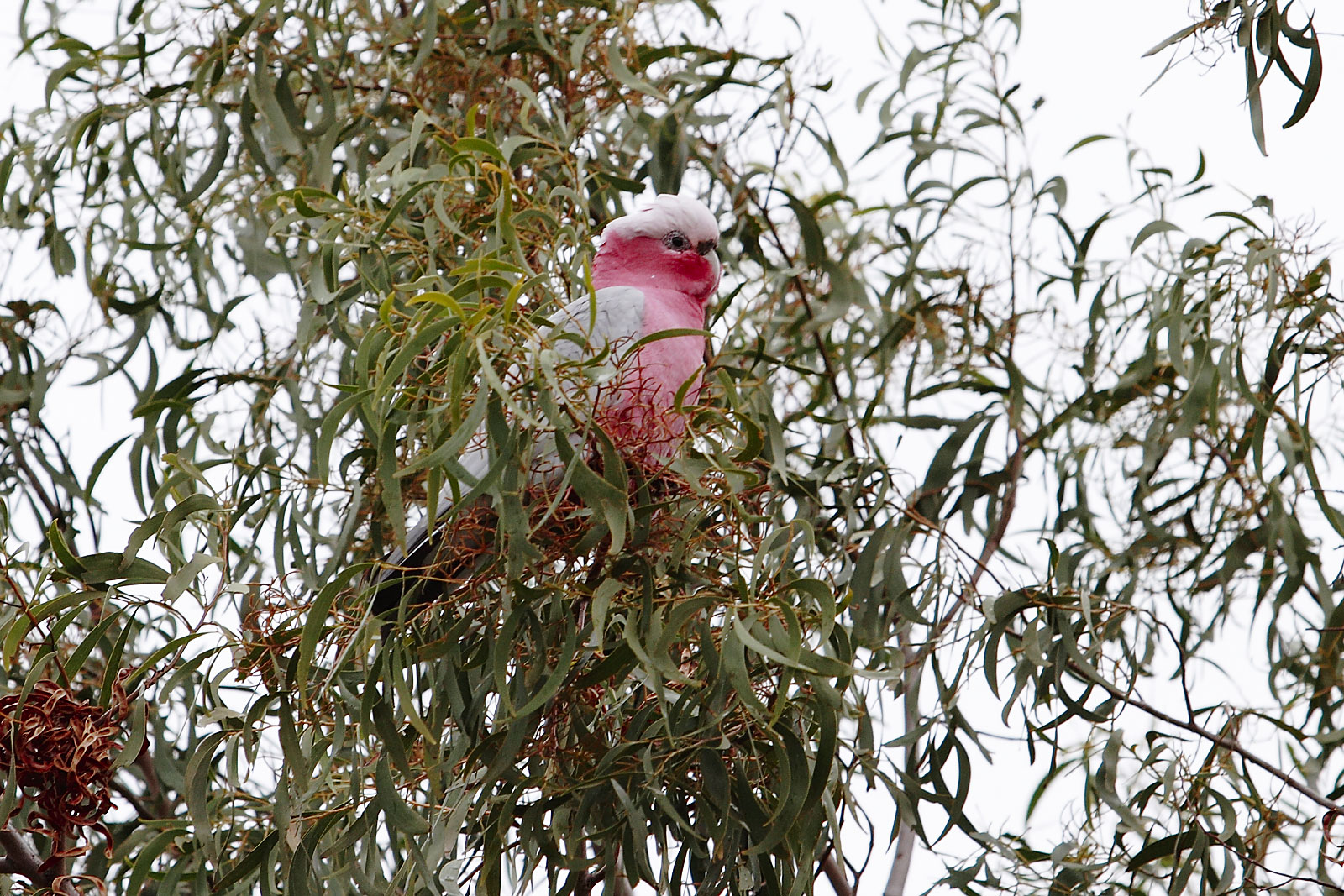
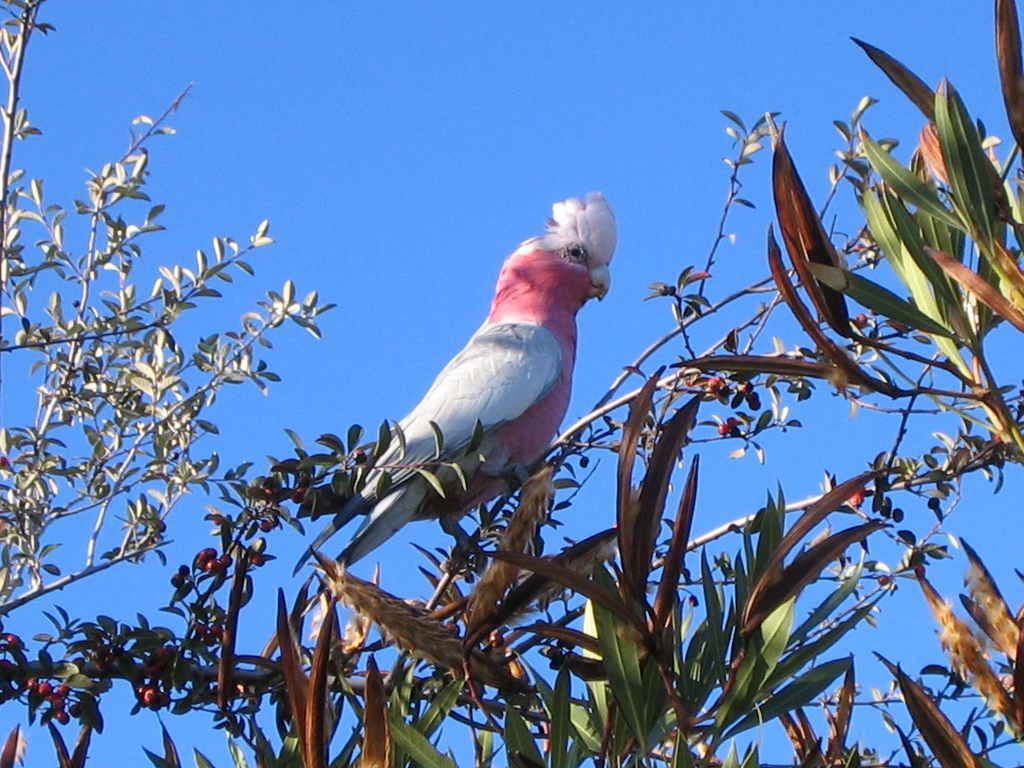
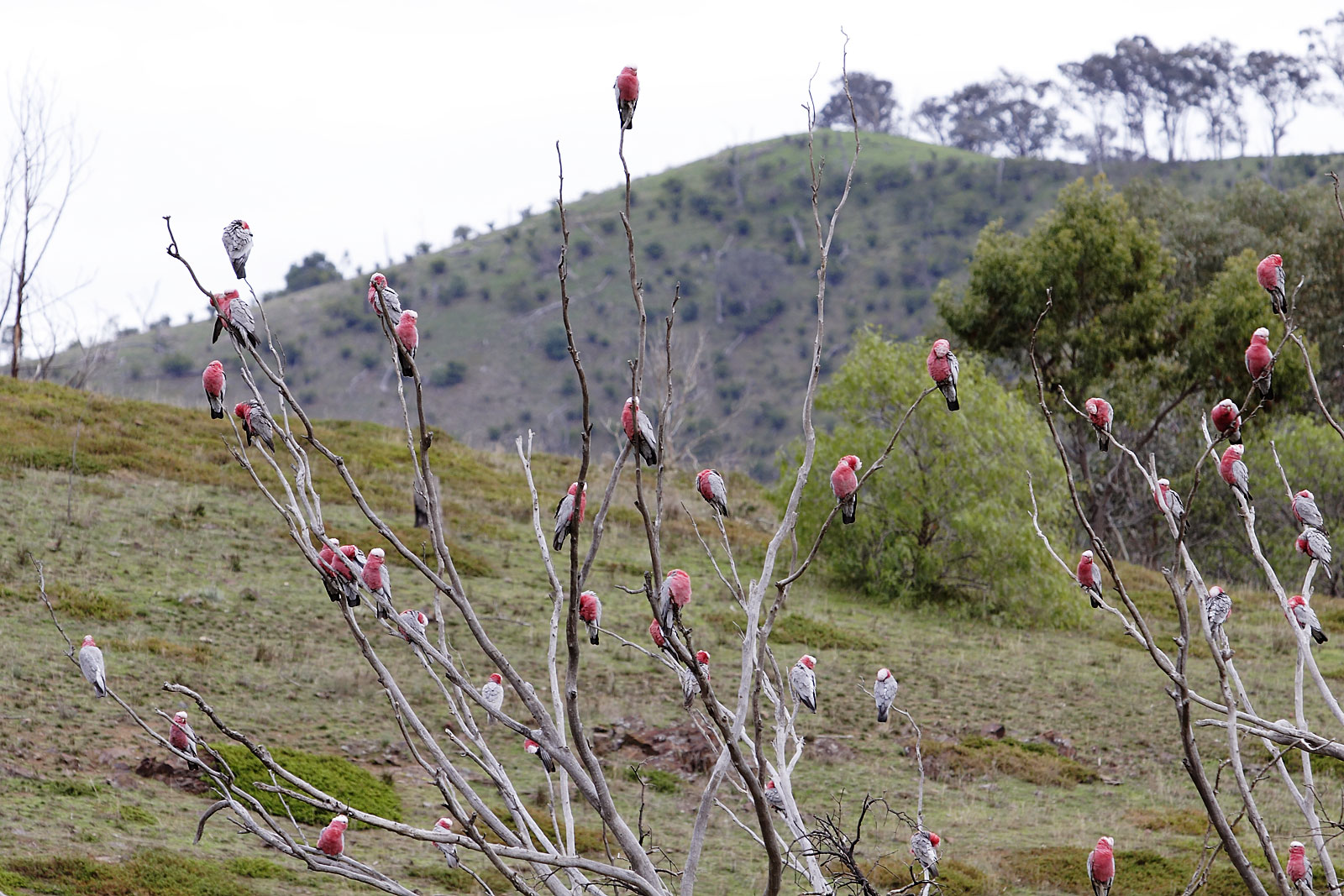
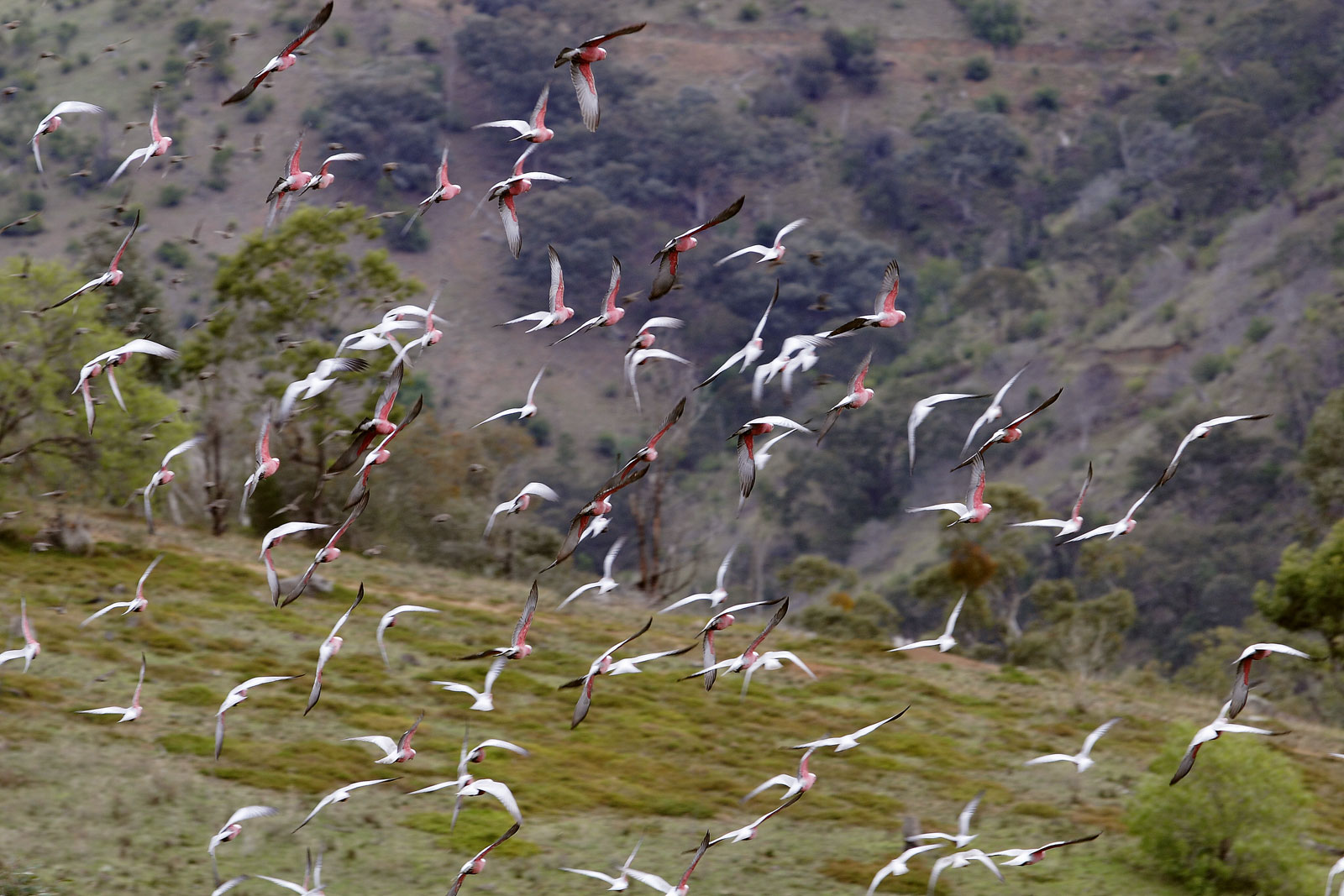
Зграя рожевих какаду
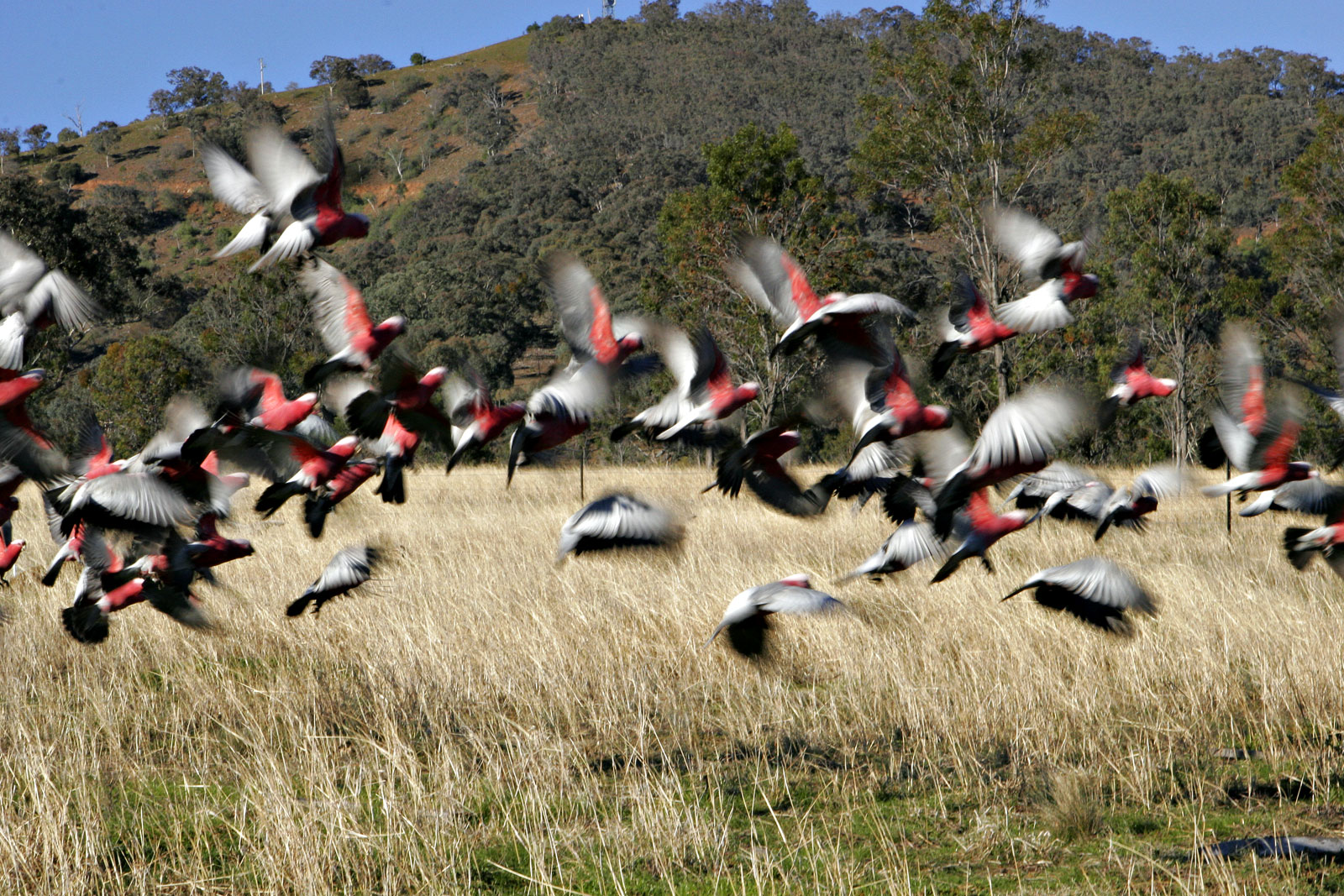
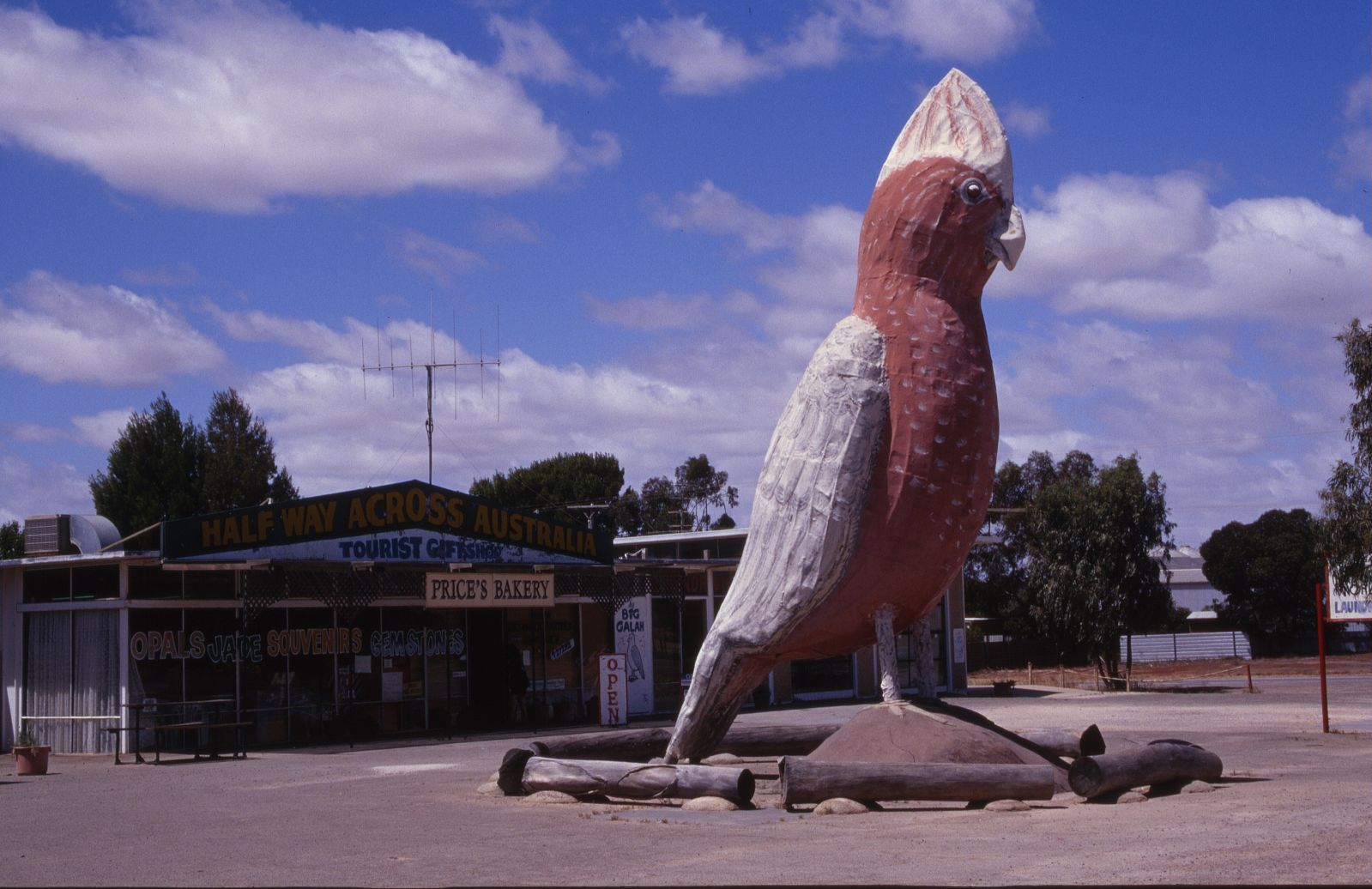